# 覆膜機

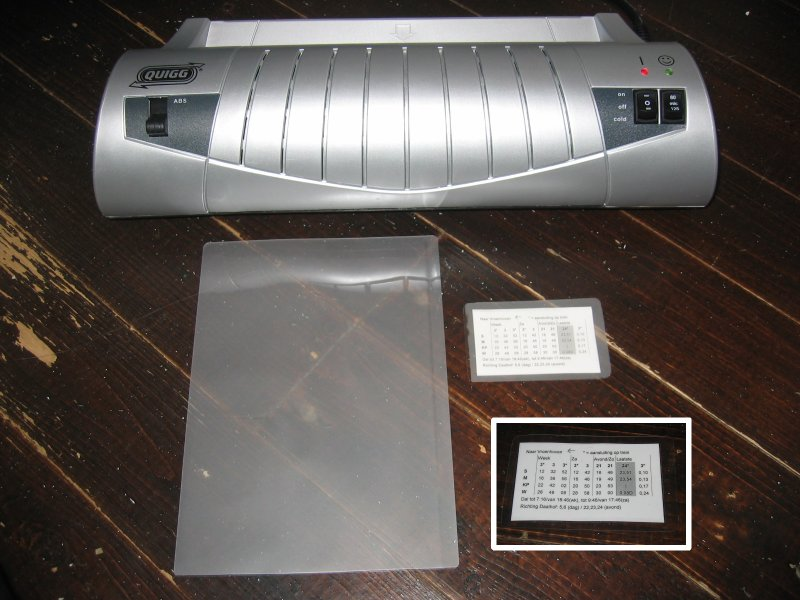

覆膜機，又稱護貝機，是一種通過加热辊来加熱和挤压印刷品的機器。印刷品放入覆膜機之前，要先給印刷品套入塑料薄膜，然後人們再將套有塑料薄膜（此類塑料薄膜已預先塗上黏合剂並經乾燥）的印刷品放入覆膜機，覆膜機的加热辊之後再加熱和擠壓印刷品。人們使用覆膜機覆膜印刷品的主要目的是讓印刷品有個保護殼。